# Caulolatilus microps
Caulolatilus microps es una especie de pez del género Caulolatilus, familia Malacanthidae. Fue descrita científicamente por Goode & Bean en 1878.
Se distribuye por el Atlántico Occidental: Carolina del Norte hasta el sur de Florida en EE. UU. y México; también en el norte y probablemente en el este del golfo de México. La longitud total (TL) es de 90 centímetros con un peso máximo de 7 kilogramos. Habita en fondos de lodo y escombros y su dieta se compone de invertebrados bentónicos (crustáceos, moluscos, poliquetos y estrellas de mar) y peces. Puede alcanzar los 162 metros de profundidad.
Está clasificada como una especie marina inofensiva para el ser humano.